# Founougo
Founougo est un arrondissement de la commune Banikoara localisé dans le département de l'Alibori au Nord du Bénin. 

## Histoire
Founougo devient officiellement un arrondissement de la commune de Banikoara, le 27 mai 2013 après la délibération et adoption par l'Assemblée nationale du Bénin en sa séance du 15 février 2013 de la loi n° 2013-O5 du 15/02/2013 portant création, organisation, attributions et fonctionnement des unités administratives locales en République du Bénin.

## Géographie

### Administration
L'arrondissement de Founougo fait partie des 10 que compte la commune Banikoara.
- Banikoara
- Toura
- Soroko
- Somperekou/Sompérékou
- Ounet
- Kokiborou
- Kokey
- Goumori
- Gomparou[4]

La région est connue pour sa production de coton,,.

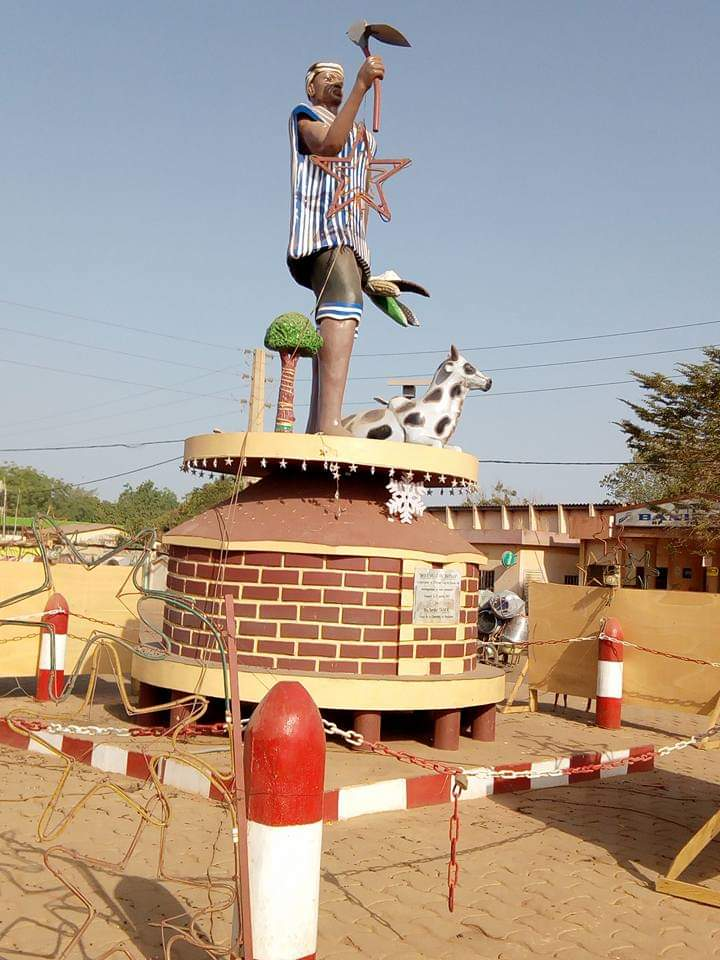
Statue Baniganse de Banikoara, Benin

## Population et Société
Sa population s'élevait à 47026 habitants selon un rapport de février 2016 de l'Institut National de la Statistique et de l'Analyse Économique (INSAE) du Bénin intitulé Effectifs de la population des villages et quartiers de ville du Bénin (RGPH-4, 2013),,.
| Indicateur           | 2013   |
| -------------------- | ------ |
| Nombre de ménages    | 4 414  |
| Population féminine  | 23 888 |
| Population masculine | 23 138 |
| Population totale    | 47 026 |